# 平濑掌扇贝
是莺蛤目海扇蛤科掌扇贝属的一种。主要分布于韩国、中国大陆、台湾，常栖息在潮间带至潮下带50米、以水深10米较多、含沙的硬底质。